# Carabine M1
Pour les articles homonymes, voir M1.
La carabine M1 est une carabine semi-automatique conçue entre 1940 et 1941 aux États-Unis par Winchester. Tirant la cartouche .30 Carbine, elle est également déclinée en une version permettant le tir automatique, désignée M2. Produites à plus de six millions d’exemplaires entre 1941 et 1945, la M1 et sa variante M2 sont les carabines les plus utilisées pendant la Seconde Guerre mondiale. Elles sont utilisées par les forces armées des États-Unis pour remplacer le pistolet Colt M1911 comme arme principale des troupes de soutien, ainsi que pour équiper les troupes parachutistes et les Marines. Elle a également été fournie en quantité aux alliés des États-Unis, notamment à la France libre.
Après la Seconde Guerre mondiale, elle se retrouve dans la plupart des conflits majeurs de la deuxième moitié du XXe siècle, utilisée par les Américains et leurs alliés pendant les guerres de Corée et du Viêt Nam ou encore par les Français en Indochine et en Algérie. Elle est aussi très utilisée par les forces de police de nombreux pays, utilisation qui se prolonge jusque dans les premières décennies du XXIe siècle. Enfin, elle est très prisée des tireurs civils, notamment aux États-Unis. Cette large diffusion de la carabine M1 a incité plusieurs fabricants à en reprendre la production depuis les années 1950. Déclinée en des dizaines de variantes commémoratives ou utilisant d’autres cartouches, la M1 est toujours produite dans les années 2010.

## Développement

### Contexte
Au XIXe siècle, la cavalerie et les artilleurs de l’armée américaine sont généralement équipés de carabines. Ces armes sont plus petites et maniables que le fusil d’infanterie, mais tirent le plus souvent la même cartouche. La doctrine change au début du XXe siècle avec l’introduction d’un fusil commun à l’ensemble des troupes, le Springfield M1903. Toutefois, pour les troupes de soutien qui doivent porter d’autres équipements, un fusil est une arme trop encombrante. Un certain nombre de ces troupes ne reçoivent donc que des pistolets Colt M1911 pour se défendre. L’introduction au début des années 1930 du M1 Garand, un fusil pesant plus de quatre kilogrammes à vide incite à réfléchir à la réintroduction de la carabine pour les troupes de soutien.

### Lancement du projet
Au début de l’année 1938, l’US Infantry Board émet une demande pour un fusil léger ou une carabine devant remplacer les pistolets et les révolvers. L’argument invoqué est que ceux-ci ne peuvent remplir le rôle d’arme principale d’un fantassin au combat. L’Ordnance Department s’y oppose toutefois, du fait qu’ajouter une arme en plus dans la dotation accroît la complexité de la logistique. Le projet progresse ainsi peu jusqu’au 15 juin 1940, lorsque le secrétaire à la Guerre ordonne de fournir un fusil léger de moins de 5 livres (2,27 kg) pour les porteurs de munitions, les servants de mitrailleuses et de mortiers, ainsi que pour le personnel des transmissions et du train.
À l’automne 1940, Winchester Repeating Arms Company est chargée de concevoir la cartouche qui sera utilisée dans la nouvelle arme. Partant de la cartouche .32 Winchester Self-Loading, l’entreprise en produit à partir de mai 1941 une version d’un calibre légèrement plus faible, la .30 Self-Loading, rebaptisée ultérieurement .30 Carbine. Dans l’intervalle, en octobre 1940, un appel d’offres est lancé pour le développement de l’arme elle-même, avec une date limite de livraison du prototype fixée au 1er février 1941. Il est en particulier attendu dans les spécifications que l’arme puisse tirer de manière semi-automatique et dotée d’une sécurité lui permettant d’être transportée de manière sûre avec une cartouche chambrée.

### Adoption
Neuf candidats répondent à l’appel d’offres, mais deux sont immédiatement éliminés car largement non conformes au cahier des charges et un ne parvient pas à rendre son prototype à temps. Les essais préliminaires se déroulent entre le 8 mai et le 16 juin 1941 et opposent Savage Arms Company, Woodhull Corporation, Harrington & Richardson Arms Company, Auto-Ordnance Company, Springfield Armory et Bendix Aviation Corporation. Aucun des prototypes n’est considéré satisfaisant, bien que ceux de Springfield, le seul dont la masse est sous le seuil fixé, et de Bendix surclassent les autres. 
En mai 1941, Winchester propose une adaptation du G30, alors chambré en .30-06 Springfield, mais que l’entreprise pense pouvoir convertir en 30 Carbine. Ayant reçu l’approbation du département de la Guerre, Winchester développe en treize jours un prototype en reprenant des pièces du Garand et de la Winchester modèle 1907. De nouveaux essais ont lieu à l’automne 1941 et opposent la carabine de Winchester aux propositions améliorées de Springfield, Bendix et Harrington & Richardson, ainsi qu’un nouveau modèle, le Turner Light Rifle. Le besoin d’une carabine devenant urgent, les tests sont réalisés selon une procédure accélérée. Winchester se place largement devant ses concurrents pendant les essais et leur proposition est recommandée pour l’adoption sous la désignation Carbine, Caliber .30, M1.

### Développements ultérieurs
Plusieurs améliorations sont demandées dès le début de l’année 1942. La première à être introduite en mai 1942 est une version à crosse pliante à destination des troupes parachutistes, désignée M1A1. Le lance-grenade M8, déjà utilisé sur le M1 Garand, est adapté pour la carabine et entre en service en mars 1943. D’autres améliorations sont toutefois plus longues à apparaître, par exemple la possibilité de monter une baïonnette n’est introduite qu’à la fin de la production.
Le développement d’une version automatique, la M2, débute en mai 1944, l’arme entrant en production entre 1944 et 1945. En parallèle, la M3, une variante pourvue d’une lunette à intensification de lumière, est développée à partir de février 1944, mais moins de deux mille exemplaires sont produits avant l’arrêt de la production à la fin de la guerre.

## Production

### Historique de production
Dès le début du mois d’octobre 1941, Winchester se rapproche d’Inland, une filiale de General Motors, afin que davantage de moyens puissent être consacrés à la production de la carabine M1. La première commande est attribuée à Winchester le 24 novembre, suivi le lendemain d’un contrat pour Inland. Les chaînes de production étant toutefois à mettre en place, le début de celle-ci est planifié pour septembre 1942, avec une production totale fixée à 886 698 exemplaires et étalée sur plusieurs années.
L’entrée en guerre des États-Unis en décembre 1941 bouleverse ces plans et il apparaît rapidement que Winchester et Inland n’ont pas la capacité de produire les quantités requises dans le temps imparti. Par conséquent, le gouvernement élargi progressivement la production à d’autres fabricants : Underwood-Elliott-Fisher, Quality Harware and Machine Company et Irwin-Pederson Arms Company reçoivent leur premier contrat en mars 1942, Rochester Defense Corporation, ultérieurement absorbé par National Postal Meter, en avril et Rock-Ola Manufacturing Corporation en juin. S’y ajoute Standard Products en août, puis International Business Machines Corporation en février 1943 et enfin en mars 1943 Saginaw Steering Gear, une filiale de General Motors, en replacement d’Irwin-Pederson.
Une commission spéciale de coordination entre les industriels produisant la M1 est également fondée afin d’assurer une qualité de production uniforme malgré l’éparpillement des fabricants, qui n’ont pour la plupart pas d’expérience dans l’armement et recourent à la sous-traitance. Le manque de main d’œuvre qualifiée impose à l’Ordnance Department de détacher dans les usines son propre personnel afin de former les ouvriers et encadrer la production. Plusieurs usines connaissent néanmoins des difficultés : le contrat avec Irwin-Pederson est ainsi annulé avant d’arriver à terme en raison de problèmes de qualité récurrents, celui avec Rock-Ola n’est pas reconduit et il faut presque un an à Standard Product pour parvenir à débuter la production.
À partir de 1944, seuls Inland et Winchester produisent encore la carabine M1, puis la production est arrêtée à la fin de la Seconde Guerre mondiale. Les exemplaires restants sont mis à niveau avec les améliorations introduites en fin de production, puis stockés. Plusieurs entreprises reprennent néanmoins la fabrication à partir des années 1950, afin de répondre à une demande grandissante des armées étrangères et des civils. En dehors des États-Unis, ERMA en Allemagne et Howa Machinery au Japon en produisent plusieurs milliers au cours des années 1950 pour les armées de ces pays. Aux États-Unis, Bullseyes Gun Works commence à en produire en 1956 à destination du marché civil. Renommée par la suite Universal Firearms Corporation, l’entreprise en produit environ quarante mille exemplaires de la M1 par an, à laquelle s’ajoutent diverses variantes. D’autres entreprises font de même par la suite, les principaux étant Plainfield Machine Company, Iver Johnson Arms, qui produit notamment une variante commémorative du débarquement de Normandie pour le marché français, et National Ordnance. La carabine M1 dans sa forme originale ainsi que diverses variantes sont toujours produites au début des années 2010.

### Chiffres de production
Le coût d’une carabine M1 pour le gouvernement américain varie selon les producteurs. Winchester facture ainsi 39,95 $ par exemplaire, Rochester Defense Corporation 45 $, Inland 48,93 $, Quality Hardware 50,45 $, Rock-Ola 58 $ et IBM 59,96 $. De même, les chiffres de production diffèrent largement d’un producteur à l’autre. La productivité la plus élevée est atteinte par Underwood, qui parvient à produire un maximum de 90 510 exemplaires pendant un mois. Au total, un peu plus de six millions de carabines M1 et M2 sont produites entre 1942 et le milieu de l’année 1945, le plus gros producteur étant Inland avec plus de 2 600 000 exemplaires, suivi de Winchester, Underwood et Saginaw, qui ont produit chacun entre 515 000 et 830 000 exemplaires.

## Histoire opérationnelle

### Distribution dans les unités américaines

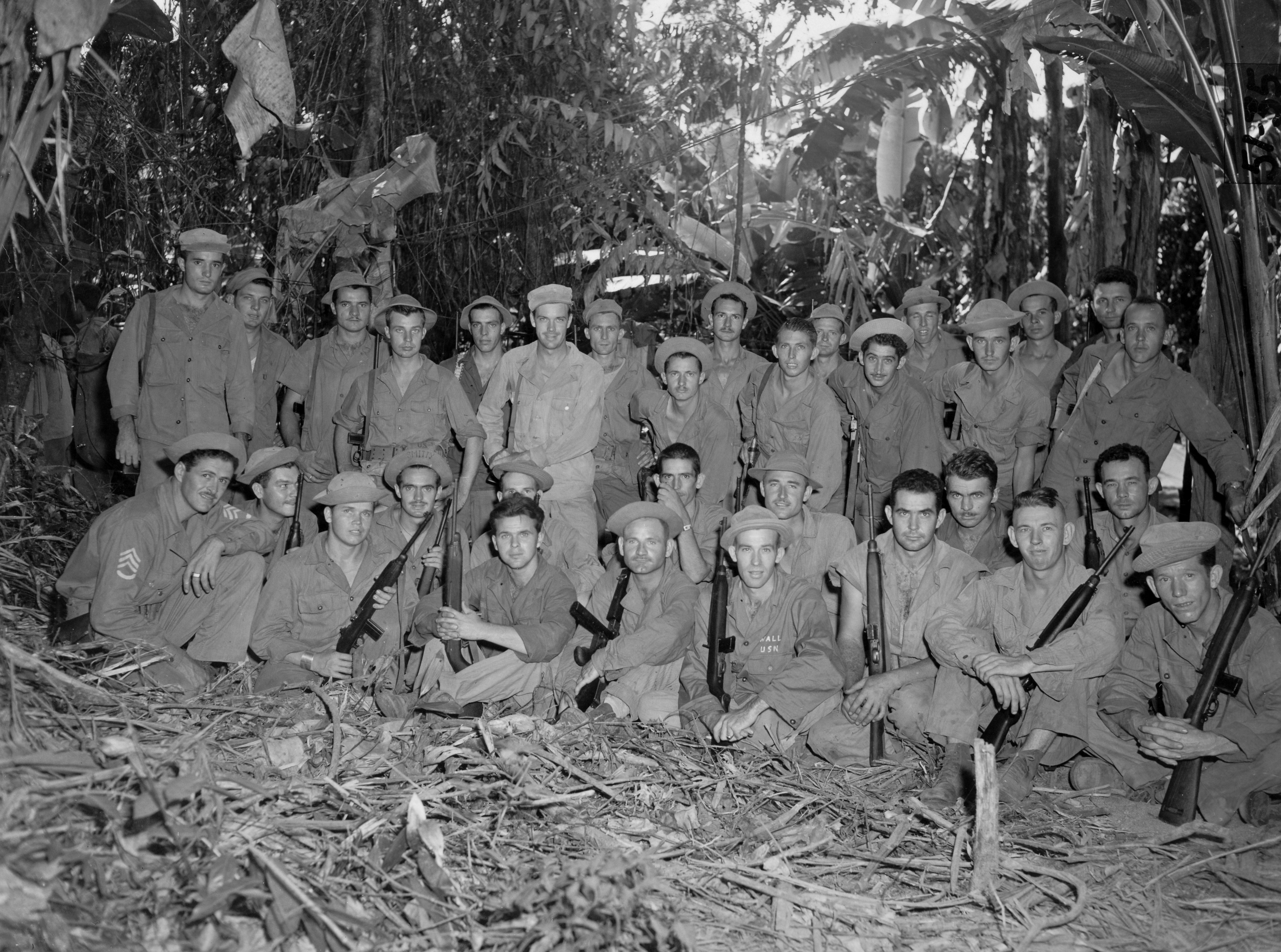
Servants armés de M1 d’une batterie du sixième bataillon d’artillerie de campagne, 1943.

La carabine M1 est principalement destinée aux troupes ayant été jusque là seulement armées d’un pistolet. Les unités de soutien sont particulièrement concernées, ce qui amène une division d’infanterie US de 1943 à compter 5 204 carabines M1 pour 12 959 hommes, celles-ci allant aux soldats affectés à la logistique, aux transmissions, aux servants des armes collectives, etc.. La proportion est encore plus forte dans les unités d’artillerie, un bataillon de canons de 155 mm de 1943 comptant par exemple 454 carabines pour 531 hommes. Des unités combattantes sont toutefois également majoritairement équipées de la M1. C’est le cas notamment des parachutistes, un bataillon parachutiste de 1944 disposant par exemple de 310 carabines pour 583 hommes. Les Marines sont également un important utilisateur, une division de 1944 comprenant 10 953 carabines pour 17 465 hommes.

### Utilisation militaire

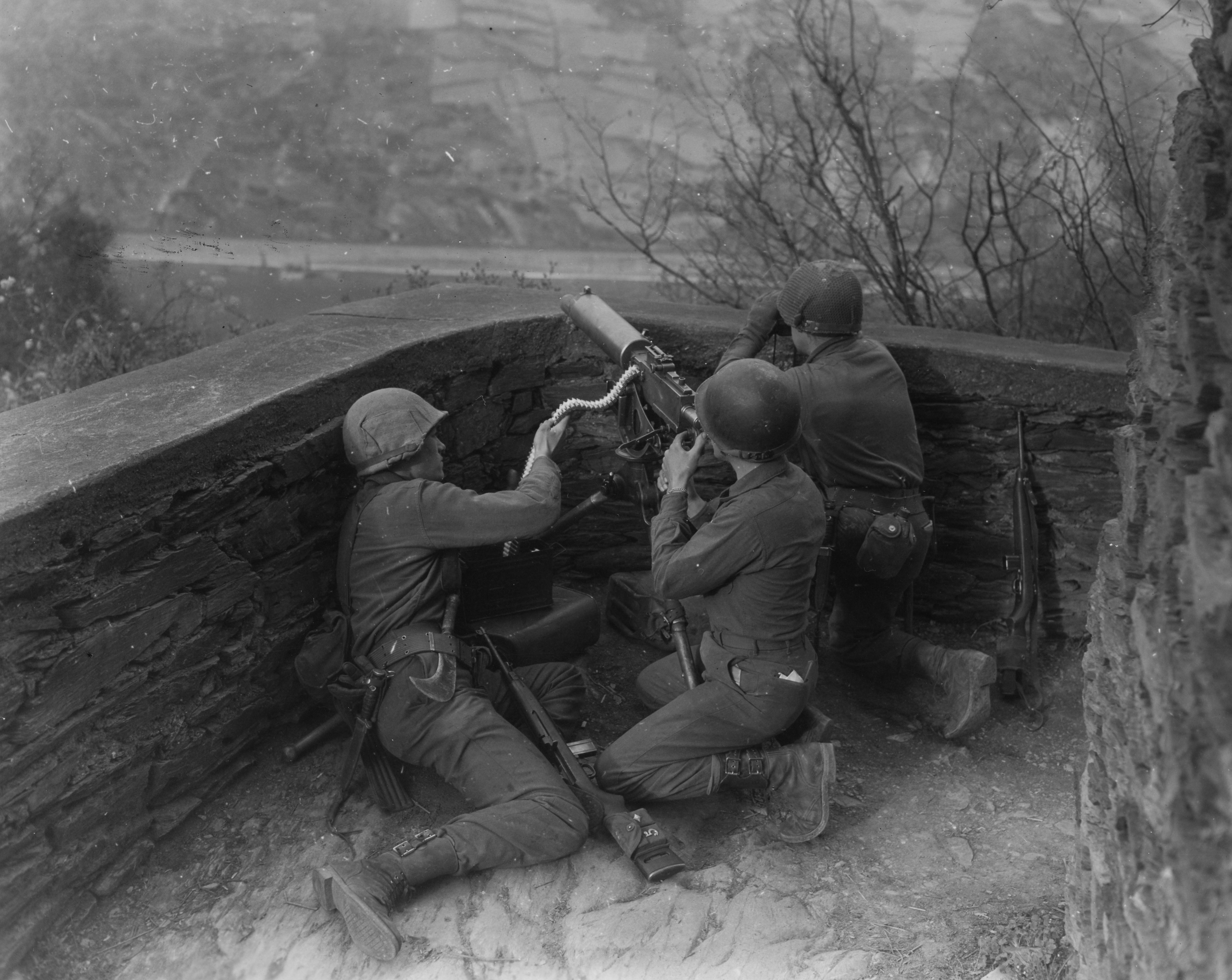
Servant d’une mitrailleuse de la 76e division d’infanterie armés de M1, 1945.

La carabine est utilisée pour la première fois au combat en novembre 1942 en Afrique du Nord et la M1A1 à l’occasion de l’opération Husky en juillet 1943. L’arme est de manière générale bien accueillie par les troupes, notamment sur le théâtre du Pacifique où son petit gabarit la rend plus facile à porter dans la jungle que le M1 Garand. La critique la plus courante vise la faiblesse de sa cartouche en comparaison avec ce dernier, en omettant cependant que la carabine remplace le pistolet M1911 et non le Garand. En cela, la carabine M1 est davantage l’ancêtre des Personal defense weapon que des fusils d’assaut. Les versions M2 et M3 sont également utilisées et, malgré leur nombre moindre, se font remarquer pour leur efficacité. En particulier lors de l’invasion d’Okinawa, moins de cinq cent M3 sont distribuées, mais se voient attribuer trente pourcents des pertes japonaises.
La M2 est la principale carabine utilisée pendant la guerre de Corée, la plupart des M1 ayant été mises à niveau dans l’intervalle. Les critiques sont plus nombreuses que pendant la Seconde Guerre mondiale et pointent notamment un manque de fiabilité et des problèmes de fonctionnement du mécanisme par temps froid. Les analyses réalisées après la guerre identifient également une mauvaise utilisation par les soldats des différents modes de tir, avec en particulier un emploi inapproprié du mode automatique les conduisant à épuiser rapidement leurs munitions. La M3, disponible seulement en faible quantité, est employée essentiellement pour repérer les soldats chinois essayant de s’infiltrer et pointer leur position pour les mitrailleuses avec des balles traçantes.
Bien que le M14, entré en service en 1957, remplace officiellement la carabine M1, le M1 Garand et le pistolet-mitrailleur M3, nombre de ces armes restent encore utilisées après cette date. Elles sont notamment utilisées pendant la guerre du Viêt Nam par certains équipages d’hélicoptères et groupes des forces spéciales.

### Utilisation civile
La carabine M1 est aussi très utilisée au sein des forces de police. Elle est notamment employée à partir des années 1970 par le Stake-Out Squad de la police de New York, une unité spécialisée dans la lutte contre les vols à main armée. Celle-ci modifie les chargeurs afin de pouvoir tirer des cartouches à balle à pointe creuse, dont la puissance d’arrêt est considérablement plus élevée que celle de la balle chemisée standard. Les carabines M1 sont progressivement remplacées au sein de la police par des M16, M4 et AR-15 depuis le début des années 1990, mais il en subsiste encore dans certaines armureries de police à la fin des années 2000, par exemple à Détroit. Dans certains cas, il s’agit d’un choix délibéré afin d’éviter de « militariser » à l’excès la police en lui fournissant des fusils d’assaut. Cette utilisation de police n’est pas propre aux États-Unis, les polices ouest-allemande, autrichienne, italienne, sud-coréenne ou encore brésilienne utilisant ou ayant utilisé la M1.

## Exportations

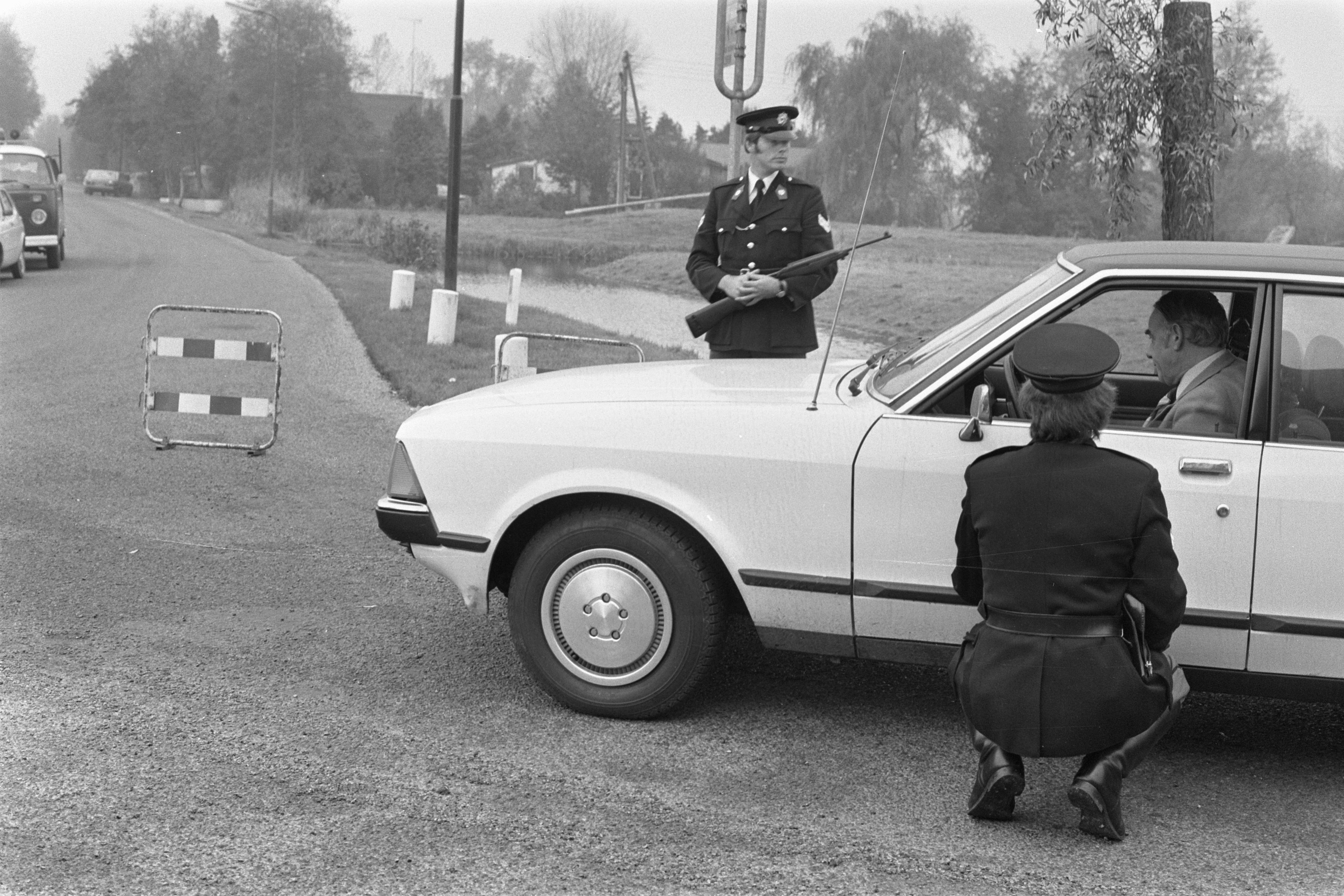
Policier néerlandais armé d’une carabine M1 à un barrage routier en 1977.

La carabine M1 est fournie en quantité aux alliés des États-Unis. Le principal bénéficiaire pendant la Seconde Guerre mondiale est la France, qui en reçoit environ 100 000, la moitié étant parachutée à la résistance et l’autre moitié équipant les troupes de la France libre. Ces armes entrent par la suite dans l’arsenal de l’armée française et sont notamment distribuées aux parachutistes et aux légionnaires engagés dans les guerres d’Indochine et d’Algérie Le Royaume-Uni en reçoit un peu plus de 25 000 exemplaires, y compris des M1A1 et des M2. Sur le théâtre du Pacifique, l’un des principaux récipiendaires est la République de Chine, dont les stocks sont par la suite récupérés par la République populaire de Chine.
Au total, la carabine M1 et ses variantes ont été exportées dans une vingtaine de pays, sur tous les continents. Outre les exemplaires exportés ou fournis légalement, plusieurs pays utilisent des M1 capturées, importées illégalement ou contrefaites. C’est le cas notamment de la République populaire de Viêt Nam, dont l’arsenal compte encore dans les années 2000 plus d’un million de carabines prises après la capitulation de la République du Viêt Nam. Plusieurs fabricants étrangers ont également produit des copies de la carabine M1.
En dehors des ventes destinées à la police et aux militaires, la M1 a été commercialisée également en grande quantité à destination des particuliers. Quelques centaines de milliers d’exemplaires en circulation sur le marché civil sont des originaux de la Seconde Guerre mondiale. Ceux-ci proviennent notamment de la vente au sein de la National Rifle Association de 240 000 M1 de surplus, vendues à seulement 20 $ pièce, par l’intermédiaire du Civilian Marksmanship Program. La plupart des M1 en circulation sont toutefois des productions d’après-guerre fabriquées spécialement pour le marché civil, de nombreuses entreprises s’étant lancées dans la fabrication de la M1, tout en concevant également un grand nombre de variantes. En moyenne en 2011, le prix d’une M1 produite pendant la Seconde Guerre mondiale est cinq fois supérieur à celui d’une M1 d’après guerre. La diffusion de la série Band of Brothers, dont les personnages principaux sont des parachutistes américains armés de M1A1, a entraîné par ailleurs une forte hausse de la demande et des prix.

## Caractéristiques

### Disposition générale

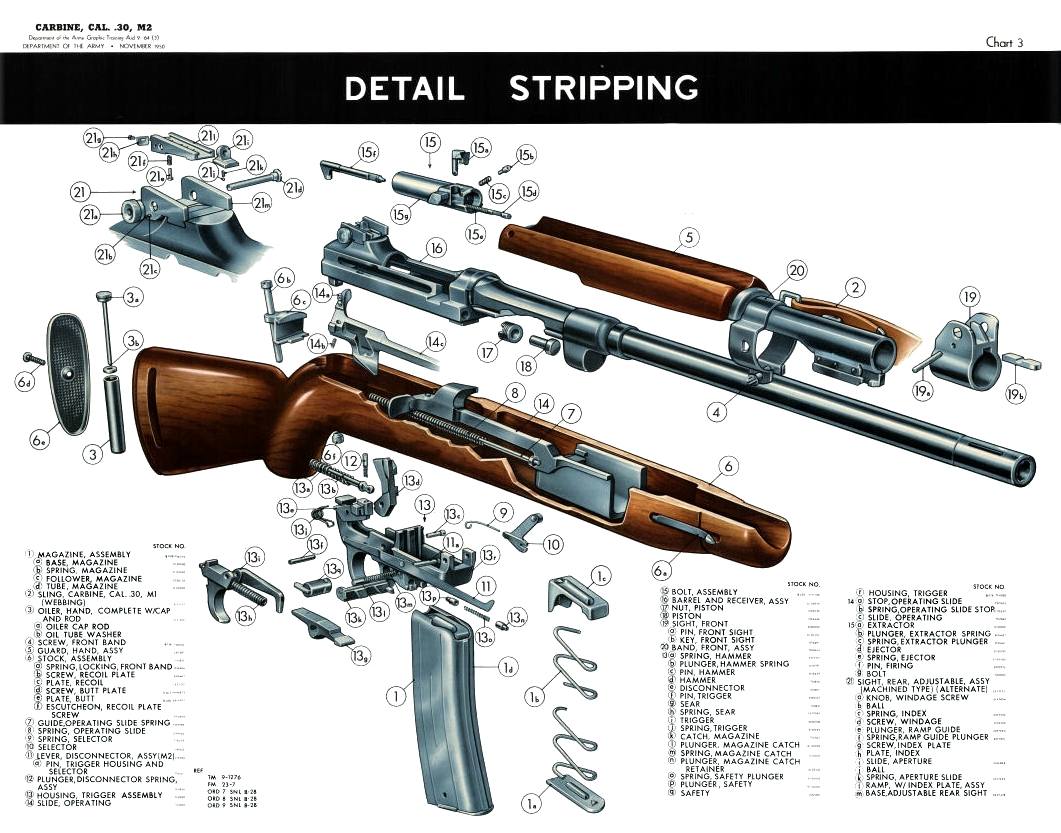
Vue explosée d’une carabine M2.

Le faible encombrement de la carabine M1 facilite sa manipulation dans les milieux confinés et permet de la tenir d’une seule main lors du rechargement.
La hausse d’origine est un modèle très simple à œilleton basculant. Considérée comme étant trop imprécise, elle est remplacée en fin de production par une hausse ajustable. Souvent les anciens modèles ont été mis à niveau par la suite avec la nouvelle hausse.

### Mécanisme
La carabine M1 est une arme à rechargement par emprunt de gaz utilisant un piston à faible course. Les gaz provenant de la combustion de la poudre lors du tir sont récupérés dans le canon et poussent en arrière un piston, qui pousse lui-même la culasse en arrière, ouvrant ainsi la chambre et permettant l’éjection de l’étui. Ce mouvement comprime en même temps un ressort, qui se détend ensuite lorsque la pression sur le piston diminue du fait de l’évacuation des gaz et renvoie le piston en position. Par rapport à d’autres types de mécanisme semi-automatique, ce système a l’avantage de réduire l’encrassement du mécanisme et donc d’alléger la maintenance tout en augmentant la fiabilité. Par conséquent, il est depuis fréquemment employés dans les armes semi-automatiques ou automatiques et se retrouve par exemple sur l’AR-18 et le HK416.
La sûreté prend à l’origine la forme d’un bouton, situé sur le côté droit du pontet, en arrière du bouton de déverrouillage du magasin. La forme similaire et la proximité des deux boutons entraînent fréquemment des confusions, ce qui conduit à remplacer le bouton de sûreté par un levier en fin de production.
Le mécanisme supporte assez mal le froid, qui peut entraîner son ralentissement voire son blocage lors du rechargement, imposant un réarmement manuel. Il en est de même lorsque l’arme est utilisée longtemps sans être nettoyée, ce qui amène les résidus de poudre à affecter le mouvement du piston.

### Munitions

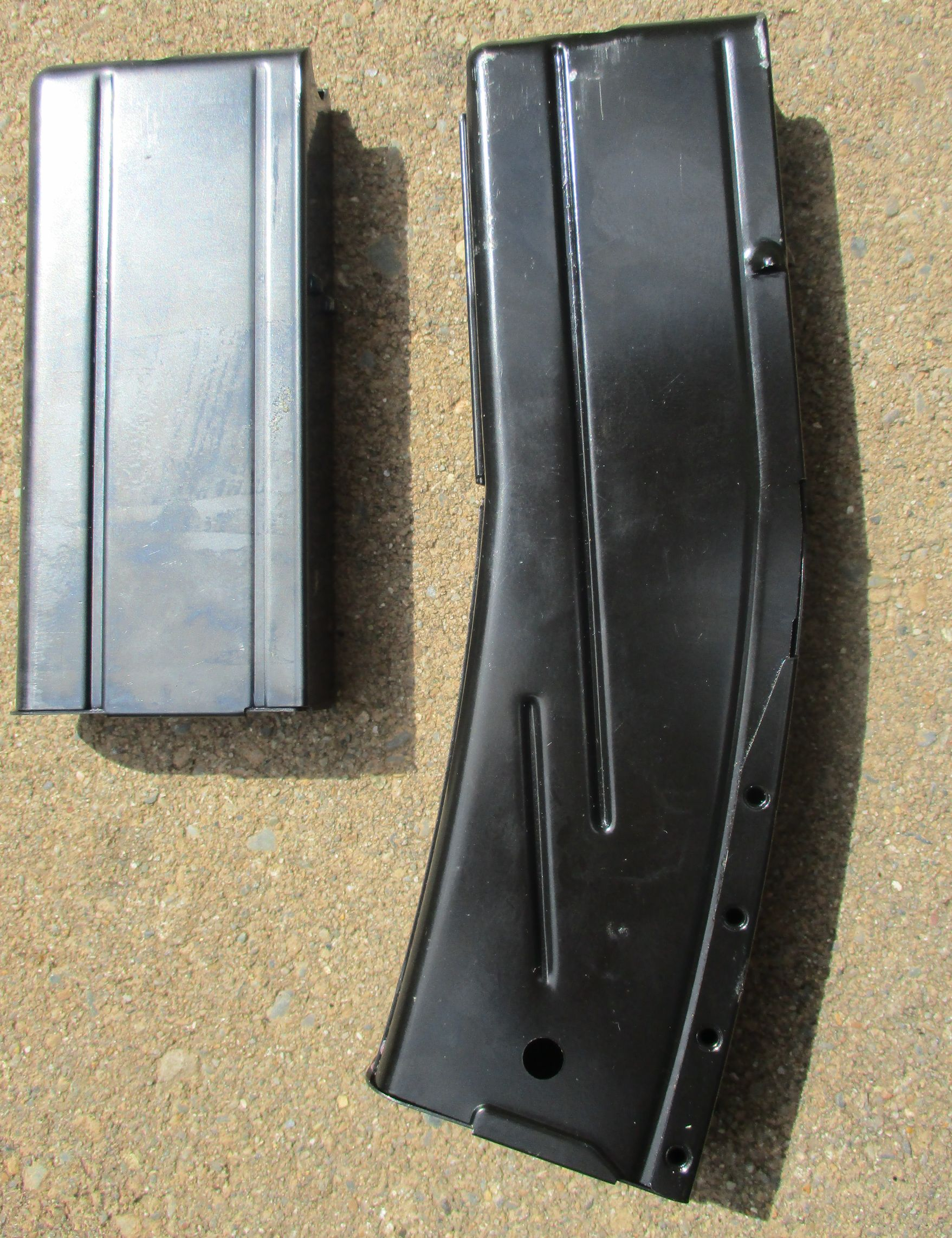
Chargeur droit de quinze cartouches (à gauche) et courbe de trente cartouches (à droite).

La M1 utilise la cartouche .30 Carbine, qui dispose d’une balle chemisée de 110 grains (7,13 g). La vitesse de sortie de bouche de celle-ci est de 580 m/s et son énergie cinétique à cet instant atteint 1 200 J. Elle est ainsi en théorie plus puissante que la cartouche de .45 ACP du pistolet M1911 que la carabine M1 doit remplacer, dont la balle a une vitesse et une énergie cinétique initiales de 260 m/s et l’énergie dégagée atteint 550 J. Néanmoins, la puissance d’arrêt effective ne dépend pas que de la puissance brute : plus lourde et plus large, la balle de .45 ACP transfère au corps qu’elle touche toute son énergie, alors que la .30 Carbine tend à traverser le corps en causant moins de dommages. En revanche, cette propriété lui permet de traverser plus efficacement les obstacles et les protections qu’une balle de pistolet. Outre la cartouche à balle chemisée standard, il existe également des cartouches à balle traçante, balle perforante et à blanc, ainsi que des cartouches spéciales pour propulser des grenades à fusil.
La M1 utilise un magasin amovible droit de quinze cartouches, dont la masse chargé est de 268 g. Un chargeur incurvé de trente cartouches est introduit à la fin de l’année 1944 en même temps que la M2. Celui-ci est également compatible avec la M1, mais, du fait de son poids plus important, cela peut à long terme endommager le système de rétention du magasin. Une poche contenant deux chargeurs peut être attachée à la crosse de l’arme, ce qui permet aux troupes de soutien de ne pas s’encombrer d’un ceinturon porte-chargeur, les quarante-cinq cartouches emportées de cette manière étant suffisantes pour leur usage.

### Armement secondaire
À l’origine la carabine M1 ne permet pas le montage d’une baïonnette. Par conséquent, elle est fournie pendant longtemps avec seulement un couteau de tranchée M3, dont la lame mesure 6,75 pouces (17 cm). Celui-ci est finalement remplacé par la baïonnette M4 à partir de mai 1944. Celle-ci est similaire au couteau M3, mais est peu utilisée pendant la Seconde Guerre mondiale, du fait que la majorité des carabines produites ne disposent pas du système de montage. Ce n’est qu’après la guerre que les carabines restantes sont mises à niveau pour permettre l’accrochage de la baïonnette.
L’intérêt de disposer d’un lance-grenades est identifié dès le début de l’année 1942. Le développement s’oriente vers l’adaptation du système utilisé sur le M1 Garand, qui tire des grenades à fusil grâce à une cartouche à blanc spéciale. Le lance-grenade M8 entre en service en mars 1943 et est produit à 387 165 exemplaires entre cette date et 1946.

## Variantes

### M1A1

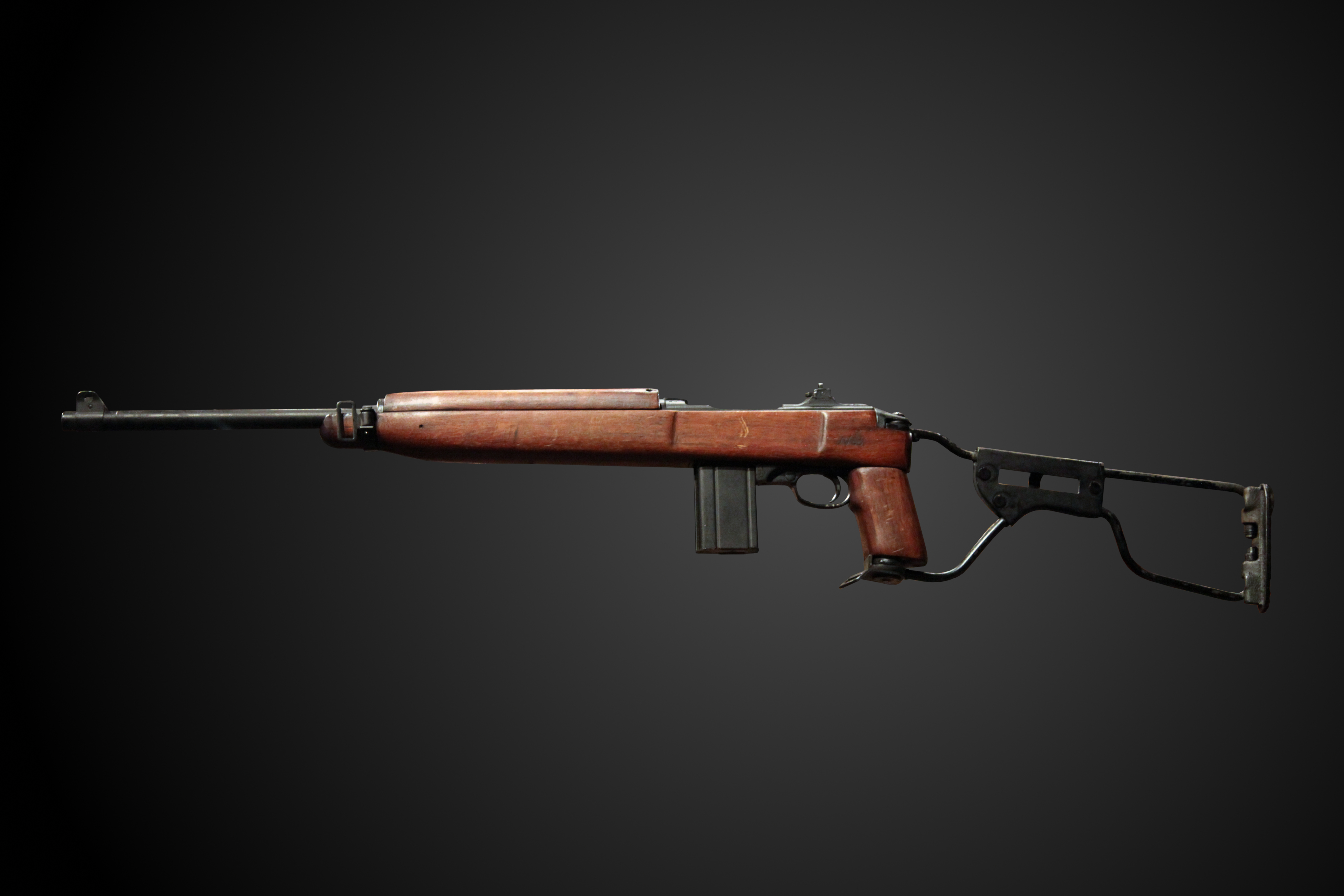
M1A1, Parachute Regiment and Airborne Forces Museum.

À la différence des parachutistes allemands, qui sautent armés seulement d’un pistolet et doivent récupérer ensuite leurs armes dans des containers, les Américains préfèrent sauter avec leurs armes, afin de limiter leur vulnérabilité à l’atterrissage. L’inconvénient de cette méthode est qu’elle nécessite que les armes en question ne soient ni trop lourdes, ni trop longues, afin d’éviter de blesser leur porteur lors du saut. Le faible poids de la carabine M1 la rend bien adaptée à cet usage et pour réduire encore davantage son encombrement, une version à crosse pliable est développée en mars 1942 puis adoptée le 12 mai 1942 sous la désignation M1A1. Outre sa crosse métallique qui se replie le long de l’arme grâce à une charnière, la M1A1 dispose également d’une poignée pistolet ; elle est sinon identique à la M1. Les parachutistes la portent lors du saut dans un étui rembourré accroché à la jambe droite, qui permet de dégainer l’arme rapidement après l’atterrissage.

### M2
Bien que les plans originaux de la carabine M1 comprennent la possibilité d’alterner entre le tir semi-automatique et automatique, cette fonctionnalité n’est d’abord pas intégrée à la production afin de simplifier au maximum l’arme. Les militaires constatent néanmoins au cours de la guerre que la possibilité de tirer en automatique serait utile, notamment en combat rapproché. Winchester, Springfield Armory et Inland travaillent à partir de mai 1944 sur la réintroduction du tir sélectif. Une série expérimentale, la T4, est produite par Inland en septembre 1944 et est finalement adoptée sous la désignation M2. Environ 570 000 M2 sont produites pendant la guerre et un nombre important de M1 converties en M2 par la suite.
Variante de la carabine M1 capable d’alterner entre le tir semi-automatique et le tir automatique, la M2 se distingue par la présence d’un sélecteur de tir sur le côté gauche, ainsi que par un mécanisme plus robuste. Du fait de sa cadence de tir de 750 coups par minute, la M2 est généralement employée avec le magasin incurvé de trente cartouches conçu en même temps qu’elle.

### M3

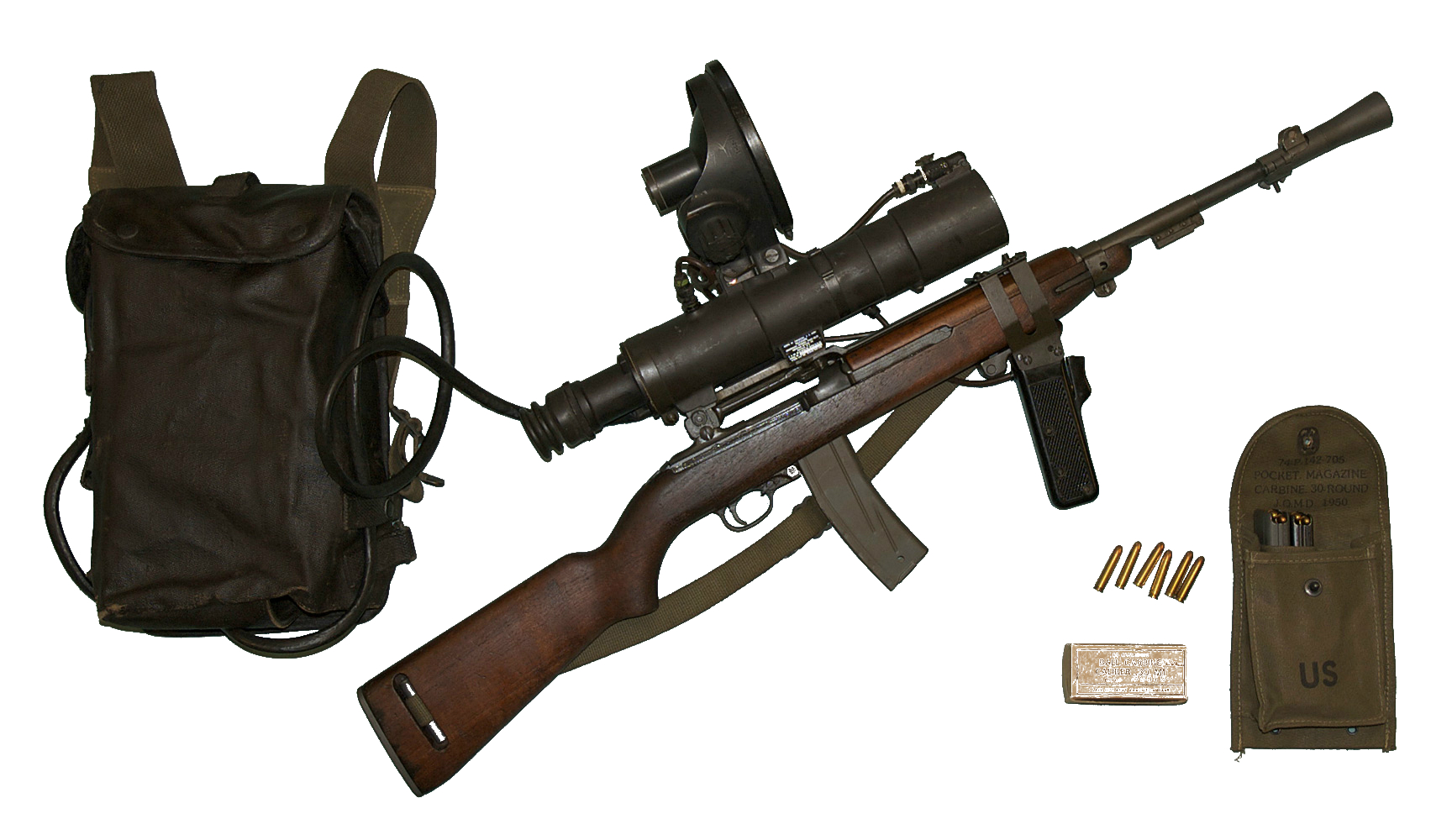
M3 et ses accessoires.

La M3 est liée à la mise au point au début de l’année 1944 du Sniperscope, un système de vision nocturne actif : un projecteur illumine la scène avec un faisceau infrarouge ayant une portée entre soixante et quatre-vingt-dix mètres selon les versions ; l’éclairage résultant est ensuite converti dans le spectre visible par la lunette, qui fournit une image en niveau de verts. L’alimentation électrique est fournie par une batterie de six volts portée dans un sac. L’ensemble du système pèse environ dix kilogrammes.
Le développement de la carabine T3, qui doit porter le système, débute en février 1944. Comme pour la M2, Winchester et Inland travaillent en parallèle sur l’arme et font chacun des propositions, Winchester obtenant un contrat pour 5 160 carabines. L’arme est admise pour le service le 16 août 1945 sous la désignation M3, mais seulement 1 108 exemplaires sont produits avant l’annulation du contrat.
La M3 se distingue de la M2 par la monture intégrale permettant de fixer l’imposant Sniperscope et son projecteur infrarouge. Une poignée est montée à l’avant afin de compenser la masse de l’optique, qui rendrait sinon la prise en main difficilé. Celle-ci est également dotée d’un interrupteur permettant d’allumer et d’éteindre le système. Le flash du tir pouvant éblouir le tireur regardant à travers la lunette, la M3 est également dotée d’un long cache-flamme conique.

### Détail de la production
| Fabricant                                       | Nombre    |
| ----------------------------------------------- | --------- |
| Inland Manufacturing Division (General Motors)  | 2 632 097 |
| Winchester Repeating Firearms Company           | 828 059   |
| Underwood-Elliott-Fisher                        | 545 616   |
| Saginaw Steering Geer Division (General Motors) | 517 212   |
| National Postal Meter                           | 413 017   |
| Quality Hardware Machinery Corporation          | 359 666   |
| International Business Machines                 | 346 500   |
| Standard Products                               | 247 100   |
| Rock-Ola Manufacturing Corporation              | 228 500   |
| Irwin-Pederson Arms Company                     | 3 542     |
| Total                                           | 6 121 309 |

### Liste des utilisateurs
| Pays                             | Nombre              | Observations                                                                                              |
| -------------------------------- | ------------------- | --- |
| Allemagne de l’Ouest             |                     | Destinées à la police et à l’armée. Une partie est fabriquée en Allemagne par ERMA.                       |
| Autriche                         |                     | Destinées à la police et à l’armée.                                                                       |
| Brésil                           |                     | Principalement utilisées par le BOPE.                                                                     |
| Canada                           | 230                 | Destinées à l’entraînement.                                                                               |
| République de Chine              |                     | |
| République populaire de Chine    |                     | Exemplaire pris à la République de Chine.                                                                 |
| Corée du Sud                     | Plusieurs milliers  | Principalement destinées à la police et aux réservistes.                                                  |
| États-Unis                       |                     | Utilisées par l’armée et la police.                                                                       |
| Éthiopie                         |                     | Destinées à l’armée.                                                                                      |
| France                           | environ 100 000     | |
| Grèce                            |                     | Destinées à l’armée de l’air.                                                                             |
| Israël                           |                     | Destinées à l’armée.                                                                                      |
| Italie                           |                     | Destinées à la police.                                                                                    |
| Japon                            |                     | Destinées aux réservistes de la police et à l’armée. une partie est produite au Japon pat Howa Machinery. |
| Liberia                          |                     | Destinées à l’armée.                                                                                      |
| Mexique                          |                     | Destinées à la police.                                                                                    |
| Norvège                          |                     | Destinées à l’armée.                                                                                      |
| Pays-Bas                         |                     | Destinées à l’armée et à la police.                                                                       |
| Philippines                      |                     | Destinées à l’armée et à la police.                                                                       |
| Royaume-Uni                      | 25 363              | Total réparti en 22 506 M1, 2 104 M1A1 et 753 M2. Utilisées par l’armée et le Royal Ulster Constabulary.  |
| Thaïlande                        |                     | Destinées à la police et à l’armée.                                                                       |
| Turquie                          |                     | Essentiellement utilisées par les troupes engagées dans la guerre de Corée.                               |
| République du Viêt Nam           |                     | |
| République populaire du Viêt Nam | Environ 1,5 million | Exemplaires pris à la République du Viêt Nam.                                                             |